# شارون (قمر)
شارون (بالإنجليزية: Charon)‏ المعروف أيضا باسم (134340) بلوتو وبالتسمية المؤقتة S/1978 P 1 هو القمر الأكبر من بين خمسة أقمار طبيعية للكوكب القزم بلوتو. اكتشفه المرصد البحريّ للولايات المتّحدة في واشنطن في العام 1978، باستخدام ألواح فوتوغرافيّة مأخوذة من المرصد البحريّ للولايات المتّحدة الموجود في محطة فلاغستاف في أريزونا بواسطة الفلكي جيمس دبليو كريستي في المرصد البحري الأمريكي. يشكل شارون مع بلوتو نظام كوكبي مضاعف. المركبة الفضائية نيوهورايزونز هي المسبار الوحيد الذي زار نظام بلوتو؛. اقتربت من شارون حتّى مسافة 27000 كيلومتر (17000 ميل) في عام 2015.سمي شارون نسبة إلى خارون الرجل الذي يحمل الموتى عبر نهر ستيكس إلى العالم السفلي في الميثولوجيا الإغريقية.واعتمدت هذة التسمية رسميا من قبل الاتحاد الفلكي الدولي في أواخر عام 1985، وأعلنت في 3 يناير 1986.
يبلغ قطره نصف قطر بلوتو وتساوي كتلته ثمن كتلة بلوتو، يُعد شارون قمرًا كبيرًا جدًا بالمقارنة مع كوكبه الأم (بلوتو). يؤدّي تأثيره الثقالي إلى وقوع مركز الأبعاد المتناسبة الخاصّ بالنظام البلوتوني خارج كوكب بلوتو. يتكوّن غطاء القطب الشماليّ ذي اللون البنيّ المُحمر لشارون من الثولين، وهي جزيئات عضوية كبيرة قد تشكّل المقوّمات الضروريّة للحياة. أُنتج الثولين من الميثان، والنتروجين، والغازات ذات الصلة التي أطلقها الغلاف الجويّ لبلوتو وانتقلت حوالي 19000 كيلومتر (12000ميل) إلى القمر شارون.

## اكتشافه
اكتشف عالم الفلك جيمس كريستي القمر شارون بواسطة المرصد البحري للولايات المتّحدة الأمريكيّة، باستخدام تلسكوب بطول 1.55 متر (61 إنش) في المرصد البحريّ للولايات المتّحدة الموجود في محطة فلاغستاف. قام بفحص صور مكبرة للغاية للكوكب بلوتو في 22 يونيو من عام 1978 باستخدام ألواح فوتوغرافية مأخوذة من التلسكوب قبل شهرين. لاحظ كريستي ظهور استطالة خفيفة بشكل دوري. أُكدت الاستطالة بواسطة ألواح فوتوغرافية يعود تاريخها ل25 أبريل من عام 1965. أعلن الاتحاد الفلكيّ الدوليّ اكتشاف كريستي للعالم رسميًا في 7 يوليو من عام 1978.
أظهرت الأرصاد اللاحقة لبلوتو أنّ هذه الاستطالة بسبب جسم صغير مرافق لبلوتو.  أظهر دور (فترة دورانه) الاستطالة انسجامًا مع دور بلوتو، وهذا ما عُرف سابقًا بالمنحنى الضوئي لبلوتو. يعبر هذا عن مدار متزامن ، ما يشير بشدة إلى أنّ تأثير الاستطالة كان حقيقيًا وليس زائفًا. نتج عن هذا إعادة تقييم لحجم بلوتو، وكتلته، وخصائصه الفيزيائية الأخرى لأنّه من الواضح أنّ الكتلة والبياض المحسوبان هما لنظام بلوتو-شارون وقد نُسبتا إلى بلوتو فقط.
مُحيت الشكوك حول وجود شارون عندما دخل رفقة بلوتو خمسة سنوات من الكسوف والعبور المشترك بين عاميّ 1985 و 1990. يحدث هذا عندما يُرى المستوى المداري لشارون وبلوتو من الأرض متقاربًا، وهذا يحصل فقط على فترتين خلال الدور المداري لبلوتو والتي تبلغ 248 عام. وكان من غير المتوقّع أن تحدث فترة منهما بعد اكتشاف شارون بفترة قصيرة.

## تشكّله
اقترحت المحاكاة التي نشرها روبن كانوب عام 2005 أنّ شارون قد تكوّن بسبب تصادم قبل 4.5 مليار عام، بشكل مشابه للأرض والقمر. ضمن هذا النموذج، ضرب جسم كبير من حزام كايبر بلوتو بسرعة كبيرة، مما أدّى إلى تحطم هذا الجسم ونسف الطبقة الخارجية من دثار (وشاح) بلوتو، ثم تشكّل شارون من الحطام. ولكن حسب ما وجده العلماء كان يجب أن يكون كوكب بلوتو صخريًا أكثر مما هو عليه وشارون جليديًا أكثر مما هو عليه نتيجة تصادم كهذا. يُعتقد حاليًا أنّه ربما كان بلوتو وشارون جسمين منفصلين تصادما قبل أن يصبحا جسمين يدوران حول بعضهما. من المفروض أنّ الانفجار كان بقوة كافية ليغلي الجليد المتطاير مثل الميثان، لكن غير عنيف بما يكفي لتدمير أحد الجسمين، تفترض كثافة شارون وبلوتو المتشابهة جدًا أنّ الأجسام الأم لم تكن مختلفة كثيرًا عند حدوث الاصطدام.

## مداره

محاكاة لنظام بلوتو وقمره شارون

يكمل شارون وبلوتو دورانهما حول نفسهما كل 6387 يوم. إنّهما مقيّدان ثقاليًا بالنسبة لبعضهما، لذلك فإن سطوحهما المتقابلة تبقى ذاتها خلال دورانهما. يمكن مقارنة هذه الحالة من التّقييد الثقالي المشترك بحالة الأرض والقمر، إذ أنّ القمر يظهر نفس الوجه بالنسبة للأرض، وليس العكس بالعكس (أي أنّ الأرض لا تظهر وجهًا واحدًا بالنسبة للقمر). يبلغ متوسط المسافة بين شارون وبلوتو 19570 كيلومتر (12160 ميل). سمح اكتشاف شارون لعلماء الفلك بحساب كتلة النظام البلوتوني (نسبة إلى بلوتو) بشكل دقيق. وأظهر الاحتجاب المشترك حجمهما. لكن لم يسمح هذا بحساب كتلتيهما بشكل منفرد، بل كان من الممكن تقديرها فقط، إلى أن اكتُشفت أقمار بلوتو الخارجية في أواخر العام 2005. أظهرت تفاصيل مدارات أقمار بلوتو الخارجية أنّ كتلة شارون تبلغ تقريبًا 12% من كتلة بلوتو.

## الخصائص الفيزيائيّة

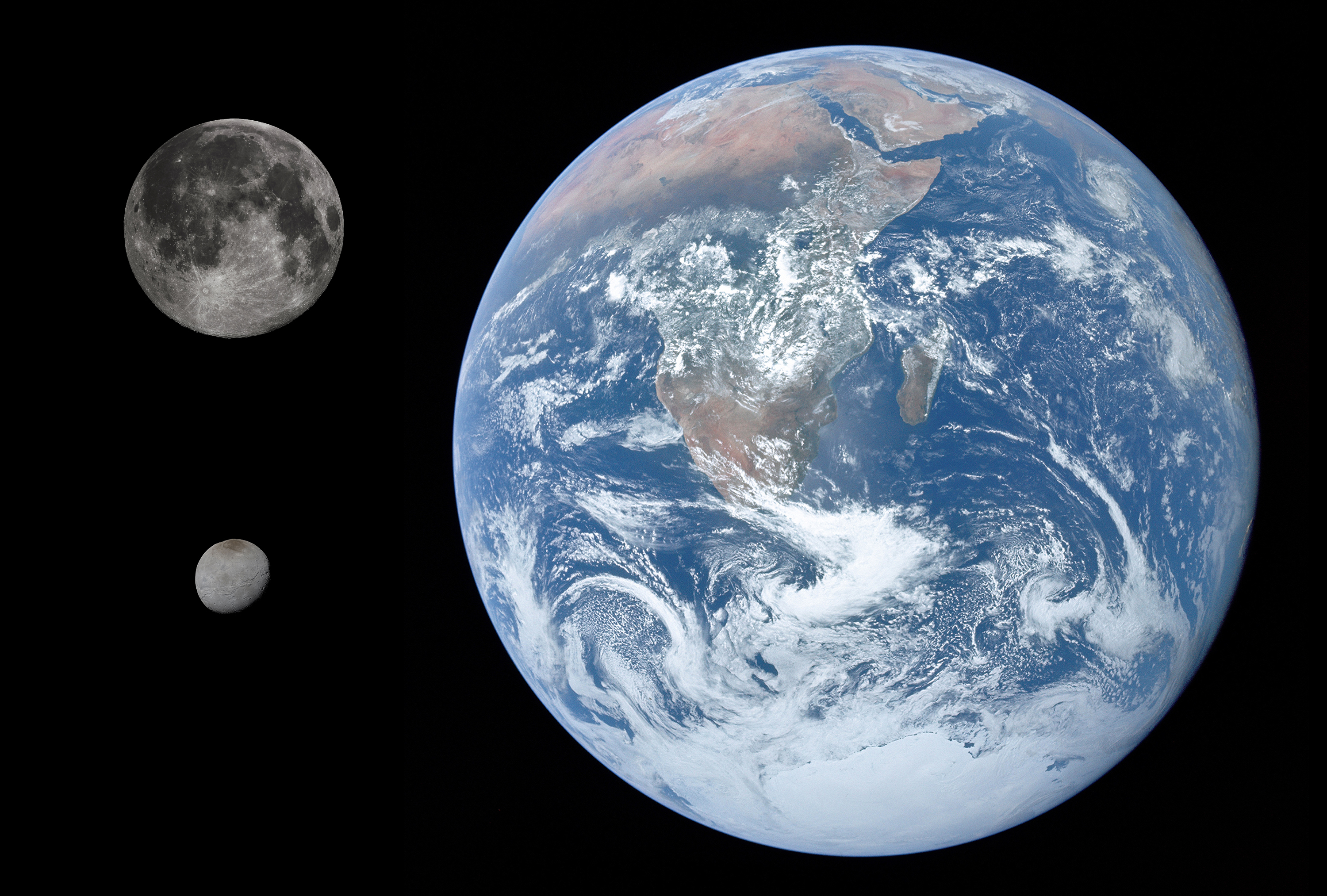
مقارنة بالأحجام بين كل من الأرض والقمر وشارون

يبلغ قطر شارون 1212 كيلومتر (753 ميل)، أكبر من نصف قيمة قطر بلوتو، وأكبر من قطر الكوكب القزم سيريس، وأكبر باثنتي عشرة مرّة من الأقمار الطبيعية في النظام الشمسي. يدل دوران شارون بشكل بطيء على أنّه يجب أن يكون مسطّحًا قليلًا أو مشوّه مديّا، بشرط أن  تكون كتلته كافية ليكون متوازنًا هيدروستاتيكيًا. وإن كان يوجد أيّ انحراف عن الشكل الكروي التامّ فسيكون صغيرًا جدًا ليُلاحظ بواسطة أرصاد مهمّة نيوهورايزنز. على عكس قمر زحل إيابيتوس المشابه في الحجم لشارون ولكن شكله أحفوري واضح (ليس كرويًا أو إهليلجيًا وقطره منتفخ وأقطابه ممدودة) وهو على هذا الشكل منذ وقت مبكر من تاريخه. من الممكن أن يعنى عدم أخذ شارون لهذا الشكل الأحفوري أنه متوازن هيدروستاتيكيًا  في الوقت الحالي، أو ببساطة أنّ مداره الحالي يقترب من مداره في وقت مبكر من تاريخه، عندما كان ما يزال حارًا.
بالاعتماد على الكتلة المحدثة التي حصلنا عليها بواسطة أرصاد مسبار نيوهورايزنز، فإن نسبة الكتلة بين شارون وبلوتو هي 0.1218:1. هذه النسبة أكبر من نسبة كتلة القمر بالنسبة للأرض التي تبلغ 0.0123:1. يقع مركز الأبعاد المتناسبة خارج نصف قطر بلوتو بسبب نسبة الكتلة الكبيرة بين شارون وبلوتو، ويُشار إلى أنّ نظام شارون- بلوتو هو نظام كوكب قزم مضاعف. بوجود أربعة أقمار تدور حول جسمين كبيرين (المقصود أقمار بلوتو الأربعة الصغيرة وبلوتو وشارون)، يُؤخذ نظام بلوتو- شارون بعين الاعتبار في دراسات الاستقرار المداري للكواكب التي تدور حول نجم ثنائي.

### داخليًا
يسمح حجم شارون وكتلته بحساب كثافته وهي تبلغ 1.702±0.017 غرام/سنتيمتر مكعب. يمكننا أن نحدد عن طريقها أنّ شارون أقلّ كثافة بقليل من بلوتو، ويُقترح أنّه يتكوّن من 55% و45% جليد (±5)، بينما يتكون بلوتو من 70%  من الصخور. إنّ الاختلاف أقل بكثير من معظم الأقمار التصادمية المشابهة. كان هنالك نظريتان متعارضتان للتركيب الداخلي لشارون قبل تحليق المركبة نيوهورايزنز، يعتقد بعض العلماء أنّ شارون جسم متمايز كبلوتو ذو نواة صخريّة ووشاح جليدي، بينما يعتقد البعض الآخر أنّ تركيبه متشابه في كل مكان منه. عُثر على دليل يدعم النظرية السابقة في عام 2007، عندما أشارت أرصاد مرصد جيميني لمستنقعات هيدرات الأمونيا وبلورات المياه على سطح شارون إلى وجود فوّارات حارّة نشطة . يشير وجود الماء بشكل بلوري إلى أنّه ترسّب حديثًا، لأن الشعاع الشمسي كان ليحوله إلى الحالة غير المتبلورة بعد ثلاثين ألف عام تقريبًا.

### سطحه
يظهر أنّ سطح شارون مكوّن من جليد مائي متطاير أقل، على عكس سطح بلوتو الذي يتكون من جليد النيتروجين والميثان. تشير أرصاد مرصد جيميني لمستنقعات هيدرات الأمونيا وبلورات المياه على سطح شارون إلى وجود براكين جليديّة وفوّارات حارّة.

## معرض الصور
- القمر شارون كما رصدة مسبار نيوهورايزونز 
(يوليو 12, 2015).
- القمر شارون صورة من مسبار نيوهورايزونز'
(يوليو 11, 2015).
- القمر شارون صورة من مسبار نيوهورايزونز''
(مع الشرح؛ يوليو 11, 2015).

- القمر شارون صورة من مسبار نيوهورايزونز''
(ملونة; يوليو 11, 2015).
- القمر شارون وبلوتو صورة من مسبار نيوهورايزونز
(الوان-زائفة; July 13, 2015).

- صورة مقربة لجزء من سطح شارون من نيوهورايزونز تظهر أخاديد وفوهات وجبل داخل أخدودد 
(يوليو14, 2015).

## وصلات خارجية
- قمر شارون - موقع ناسا لاستكشاف المجموعة الشمسية (بالإنجليزية)